# Mateo Žagar
Mateo Žagar (Zagreb, 14. veljače 1965.), hrvatski akademik, jezikoslovac, filolog, kroatist, paleoslavist i paleokroatist.

## Životopis
Rođen u Zagrebu. Doktorirao 2000. g. tezom 'Osnovne smjernice grafetičkog uređivanja hrvatskoglagoljskih tekstova XII. i XIII. st.' Redoviti je profesor Filozofskoga fakulteta u Zagrebu na Katedri za staroslavenski jezik i hrvatsko glagoljaštvo. Godine 2008. dobio godišnju Nagradu HAZU za znanost za knjigu "Grafolingvistika srednjovjekovnih tekstova".

## Članstva
- član Hrvatskoga filološkoga društva[2]
- član Matice hrvatske[2]
- član suradnik HAZU[2]

## Glavna djela
- "Kako je tkan tekst Bašćanske ploče", Znanstvena biblioteka HFD, HFD-Matica hrvatska-Povijesno društvo otoka Krka, Zagreb, 1997.
- "Grafolingvistika srednjovjekovnih tekstova", MH, Zagreb, 2007.
- "Uvod u glagoljsku paleografiju 1", Institut za hrvatski jezik i jezikoslovlje, Zagreb, 2013.

## Vanjske poveznice
- Tko je tko u hrvatskoj znanosti